# Alexander Cunningham of Block
Pour les articles homonymes, voir Alexander Cunningham et Cunningham.
Alexander Cunningham of Block est un juriste, critique littéraire et un joueur d'échecs écossais né entre 1650 et 1660 à East Ayrshire en Écosse et mort en décembre 1730 à La Haye aux Pays-Bas.

## Juriste et éditeur de textes latins
Cunningham fut choisi par William Douglas (1637-1695), 1er duc de Queensberry et membre de la  pairie, pour être tuteur de son fils, George Douglas. Il devint professeur de droit à l'Université d'Édimbourg vers 1698 et résida à Édimbourg de 1698 à 1709.  Il perdit son poste de professeur de droit en 1710 et s'installa à La Haye après 1710 avec une pension de son protecteur, le duc de Queensberry. Il se consacra à l'étude du droit civil, de la littérature latine et des échecs.
Alexander Cunningham of Block était l'adversaire du critique Richard Bentley. En 1724, il obtint un diplôme de l'université de Leyde et travailla à des éditions des œuvres de Virgile et de Phèdre (fabuliste) qui parurent après sa mort (en 1730).

## Joueur d'échecs
À La Haye, Cunningham était renommé pour ses talents de joueur d'échecs mais le gambit Cunningham a été attribué à son homonyme l'historien Alexander Cunningham par H. J. R. Murray en 1912.